# Galba Veloso
Galba Magalhães Veloso GOMM (Belo Horizonte, 24 de fevereiro de 1945) é um político brasileiro filiado ao Partido Trabalhista Brasileiro (PTB). Foi ministro do Tribunal Superior do Trabalho indicado pelo governo Itamar Franco. Por Minas Gerais, foi deputado estadual e vereador da capital Belo Horizonte.
Galba Veloso foi deputado estadual de Minas Gerais durante a 9ª legislatura no período de 1982 a 1983 após o falecimento do titular Humberto de Almeida. É considerado um dos maiores políticos de sua região.

Que exerceu, ainda, o cargo de ministro do Tribunal Superior do Trabalho entre 21/06/1993 a 20/06/1999.
 Em seu último ano como ministro, foi admitido pelo presidente Fernando Henrique Cardoso à Ordem do Mérito Militar no grau de Grande-Oficial especial.
Atualmente escreve artigos na página de cobertura política Misto Brasília.

Além de também ser candidato a Deputado Estadual nas eleições em 2018 pelo PTB.